# Talkandang (Kotaanyar)
Talkandang is een bestuurslaag in het regentschap Probolinggo van de provincie Oost-Java, Indonesië. Talkandang telt 4608 inwoners (volkstelling 2010).